# Jonathan Filewich
Jonathan Filewich (Kelowna, Britanska Kolumbija, 2. listopada 1984.) kanadski je hokejaš na ledu hrvatskog porijekla. Igra na poziciji desnog krila. Bio je član hrvatskog KHL Medveščaka u EBEL-u.

## Karijera

### Sj. Amerika
Filewich je amatersku karijeru započeo 1999. u WHL-u (Western Hockey League) za Prince George Cougars (243 utakmica/127 bodova). 2003. godine izabran je kao 70. izbor za prvu momčad Pittsburgh Penguinsa nakon čega kreće njegov strelovit put ka uspjehu u sjevernoameričkom i europskom hokeju. 2004. iz Prince George Cougarsa prelazi u Lethbridge Hurricanes u ligu WHL (68 utakmica/80 bodova). U drugu momčad Pittsburgh Penguinsa dolazi 2005. gdje ostaje do 2008. (243 utakmica/127 bodova). 2008. godine igra pet utakmica za prvu momčad Pittsburgh Penguinsa. 2009. ponovno mjenja kluba te igra za drugu momčad AHL Peoria Riverman (49 utakmica/15 bodova).

### EBEL
U austrijski Red Bull Salzburg dolazi u sezoni 2009./10. s kojim osvaja EBEL. Zanimljivo je da je Filewich 2007. godine bio pozvan na All Star utakmicu u Rioch Coliseum u Torontu, gdje je asistirao za jedan od golova. 7. lipnja 2010. odlučio je napustiti austrijskog prvaka i svoju profesionalnu karijeru nastaviti u zagrebačkom Medveščaku, kao jedno od većih iznenađenja prijelaznog roka.

## Vanjske poveznice
- Profil na The Internet Hockey Database
- Profil  Arhivirana inačica izvorne stranice od 7. lipnja 2011. (Wayback Machine) na TSN.ca